# Mohamed Bida
Pour les articles homonymes, voir Bida.
Mohamed Bida est un commandant divisionnaire honoraire de police français, né le 1er janvier 1962 en Algérie.
Affecté en 2016 à l'ambassade de France en Afghanistan en qualité d'attaché de sécurité intérieure adjoint, il assure, avec un petit groupe de policiers du RAID et en coordination avec l'ambassadeur David Martinon replié à l'aéroport, l'exfiltration de plusieurs centaines de personnes fuyant Kaboul lors de la prise de pouvoir par les talibans le 15 août 2021.
Il raconte cette évacuation d'une extrême complexité et dangerosité dans un ouvrage, 13 jours, 13 nuits dans l'enfer de Kaboul, d'où est tiré un film du même titre.

## Biographie

### Famille et jeunesse
Mohamed Bida naît le 1er janvier 1962 en Algérie. Son père, engagé dans l'armée française, est blessé durant la guerre d'Indochine. La famille quitte la Kabylie après la naissance de Mohamed et s'installe à Doullens puis à Roubaix, où son père est ouvrier dans l'industrie textile, préside une association d'anciens combattants et affirme des convictions gaullistes.
Ses huit frères et sœurs sont commerçants, enseignants ou font carrière dans le bâtiment.
Ses parents pratiquent le ramadan par tradition. Lui est agnostique et attaché à la laïcité.

### Carrière
Bida travaille en intérim lorsqu'il rencontre, à dix-sept ans, sa future compagne. Son beau-père chimiste lui suggère d'intégrer la police. Il termine 22e au concours d'entrée, entame une carrière dans les services et monte en grade dans la brigade anti-criminalité puis à la répression du banditisme à Versailles et Lyon. 
Sa carrière bifurque ensuite vers la protection de personnalités comme Lionel Jospin et Jean-Pierre Raffarin durant leurs mandats de Premier ministre. Il est chargé d'organiser la sécurité des voyages officiels en France de Bill Clinton, Yasser Arafat et Benyamin Netanyahou. Durant la présidence de Jacques Chirac il est engagé dans les cabinets ministériels de Jean-Louis Borloo et Maurice Leroy. Il espère intégrer la préfectorale au tour extérieur mais son espoir n'aboutit pas,. Il est nommé au grade de commandant divisionnaire en 2019.
Amateur des films de Michael Mann, de Mathieu Kassovitz ou de Guillaume Canet, c'est aussi un sportif qui court le marathon en 2 h 39 min.
Il vit dans un pavillon en banlieue sud de Paris où il retrouve sa femme professeure de lettres lors de ses périodes « d'aération » lorsqu'il est affecté à Kaboul.
À son retour, malgré la « promesse faite à ses petits-enfants d'aller les chercher à l'école », il se présente sous l'étiquette Ensemble aux élections législatives de 2022 dans l'Essonne, lors desquelles il succède à son fils Irvin en lice en 2017 pour l'Union des démocrates et indépendants, mais il doit se désister au second tour,,.

### Décorations
- Chevalier de l'ordre national de la Légion d'honneur (1er janvier 2022)[4]
- Chevalier de l'ordre national du Mérite (21 novembre 2017)[4]

## Kaboul
En 2016, Mohamed Bida  est chargé de la lutte contre le trafic de stupéfiants en Afghanistan. Après l'attentat du 31 mai 2017 à Kaboul il est nommé attaché de sécurité intérieure adjoint de l'ambassade de France à Kaboul, chargé de veiller sur le personnel de l'ambassade par la direction de la coopération internationale de sécurité. Il est à Kaboul quatre-vingts jours d'affilée avant de bénéficier de vingt jours d'« aération ». 
En août 2021, à deux semaines de la retraite après 40 ans de service, il est l'un des principaux responsables de la sécurité de l'ambassade.
Pendant « treize jours, treize nuits », il assure avec un petit groupe de policiers du RAID et en coordination avec l'ambassadeur David Martinon replié à l'aéroport, l'exfiltration de plusieurs centaines de personnes réfugiées à l'ambassade, fuyant Kaboul lors de la prise de pouvoir par les talibans le 15 août. « Bien au-delà de sa mission », il organise l'accueil et l'hébergement des employés afghans en possession d'un visa comme celui des ressortissants français encore sur place.
Fils de harki, Bida sait le sort qui serait réservé aux traducteurs et aux agents de sécurité, payant cher l'aide apportée aux Occidentaux, s'ils ne pouvaient quitter Kaboul : en trois jours, le nombre de retranchés dans l'ambassade de France, seul service diplomatique encore présent dans la zone verte, grossit de 80 à 400 personnes. Bida et la petite dizaine de policiers s'occupent seuls de la logistique, de la nourriture, de l'hébergement, et même de trouver des couches pour les bébés.
Les derniers hélicoptères cherchant à se poser à l'ambassade ayant subi des tirs d'armes automatiques, ce plan d'évacuation est abandonné. Il faut conduire 400 personnes à l'aéroport distant de 5 km par la route. Cela nécessite des dizaines de bus et des négociations avec les talibans qui tiennent les checkpoints sur le trajet. Fort de son expérience et de sa connaissance du terrain et des interlocuteurs, Bida conduit avec habileté et efficacité et avec l'aide précieuse de Wali Mohammadi, traducteur franco-afghan, les négociations avec « un nouveau pouvoir surpris de sa réussite militaire, souvent bêtement borné mais parfois aussi soucieux de conquérir un semblant de respectabilité en donnant des gages de bonne volonté. » Le convoi prend le départ dans la nuit du 17 au 18 août et atteint l'aéroport après maints contrôles des talibans et un chaotique trajet doublé.
Une fois à l'aéroport, la décision est prise par la chancellerie de tenter de faire sortir du pays le plus de personnes possibles éligibles à la protection de la France. Pendant les dix jours qui le séparent de son départ, Mohamed Bida organise encore la récupération de centaines de personnes parmi la foule massée dans le cloaque qui jouxte les portes de l'aéroport. Un système de code permettant aux personnes de se signaler est imaginé : un drapeau français ; mais toute la foule finit par arborer un drapeau français, des foulards rouges ou une pancarte indiquant « French Embassy Moh Bida ». Malgré les risques d'un attentat — qui se produira le 26 août à Abbey Gate —, malgré les tirs et les coups assenés par les talibans, Bida sort de l'aéroport pour récupérer les personnes repérées.
Le jour de son départ le 28 août avec le dernier vol quittant Kaboul, ce sont 142 Français et 2 630 Afghans qui ont ainsi pu être exfiltrés.

## Publication
- Commandant Mohamed Bida, 13 jours, 13 nuits : dans l'enfer de Kaboul, éditions Denoël, 2022, 261 p. (ISBN 978-2-207-16600-0, BNF 47304541, lire en ligne)

### Adaptations
- 13 jours, 13 nuits réalisé par Martin Bourboulon et sorti en 2025.
- Le personnage interprété par Jonathan Zaccaï dans la série télévisée Kaboul est également inspiré du livre[9].

### Vidéo
- France 24, « Le commandant Mohamed Bida raconte ses "13 jours et 13 nuits" dans l’enfer de la chute de Kaboul », sur youtube.com, 12 octobre 2022.